# Shoin-zukuri

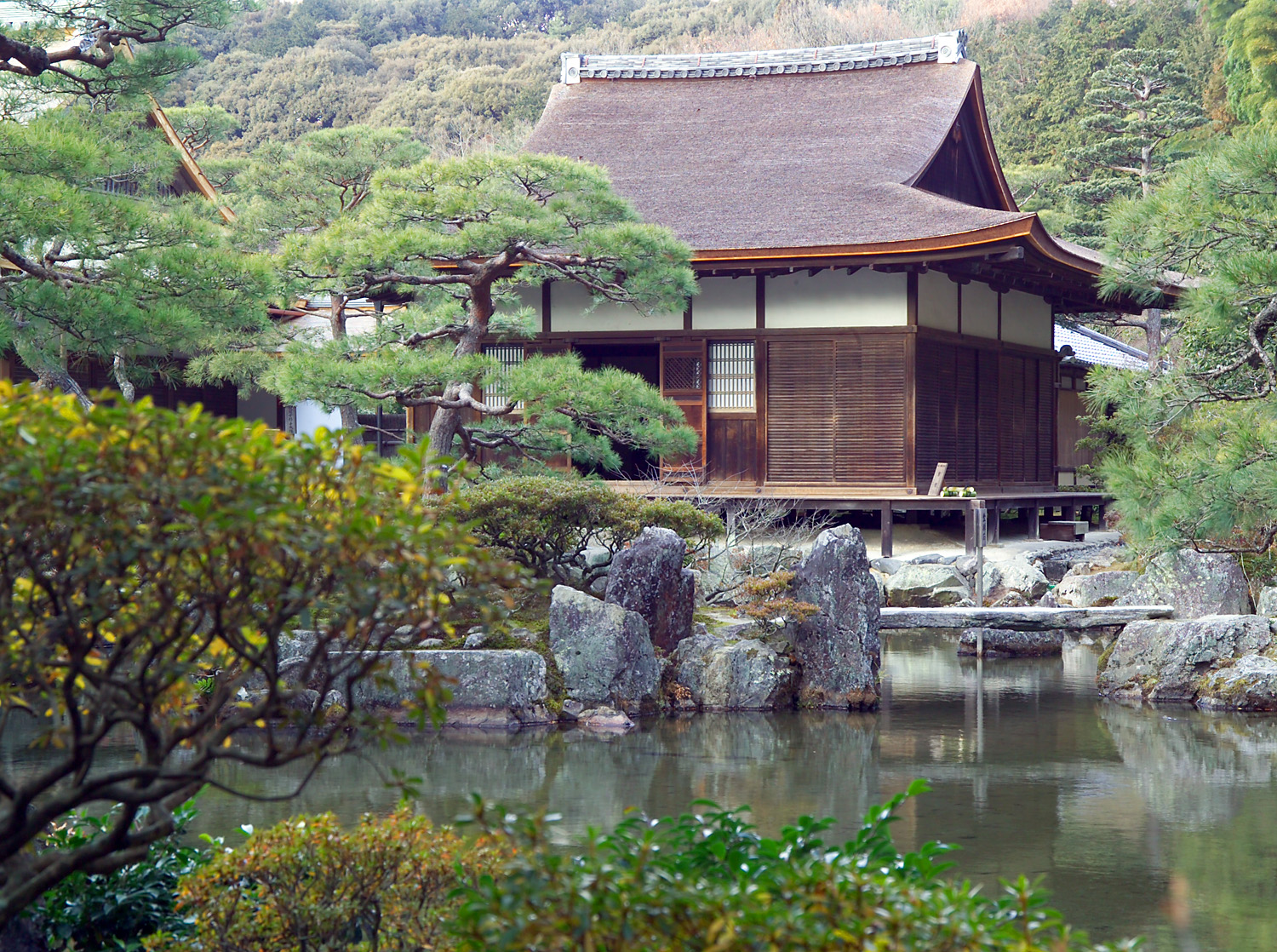
Tōgu-dō de Ginkaku-ji es el ejemplo más antiguo de shoin-zukuri

Shoin-zukuri (書院造?) es un estilo de arquitectura residencial japonés usado en las mansiones de los militares, salas de invitados, y los cuartos del abad Zen del período Azuchi-Momoyama (1568-1600) y el período Edo (1600-1868). Constituye la base del estilo tradicional de casa japonesa de hoy. Las características principales del desarrollo shoin-zukuri fue la incorporación de postes cuadrados y pisos completamente cubiertos con tatami. El estilo toma su nombre del shoin, un término que originalmente significaba un estudio y un lugar para conferencias sobre el sūtra dentro de un templo, pero que más tarde llegó a significar solo un salón o estudio.

## Historia

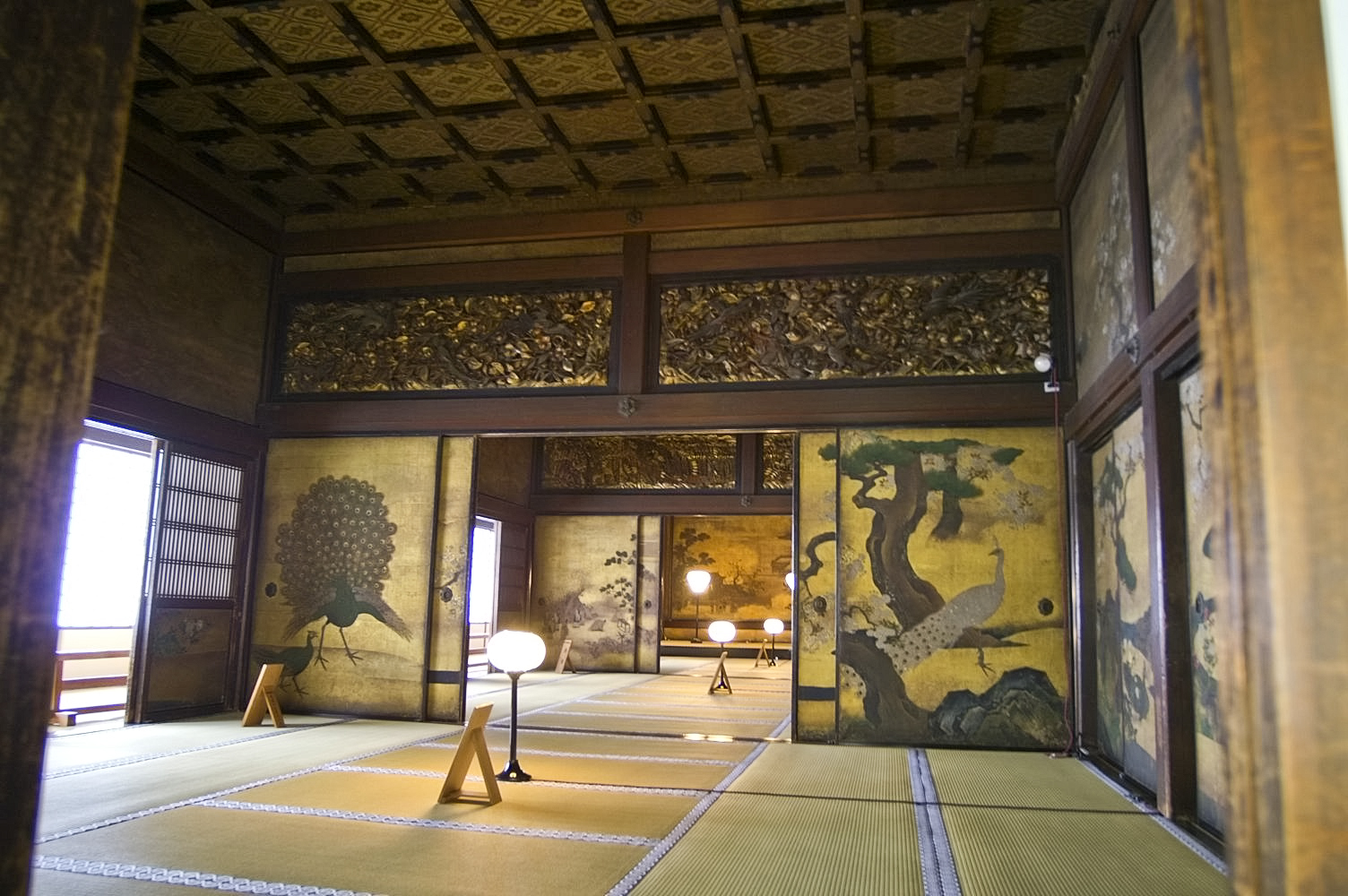
El shiro-shoin en Nishi Hongan-ji

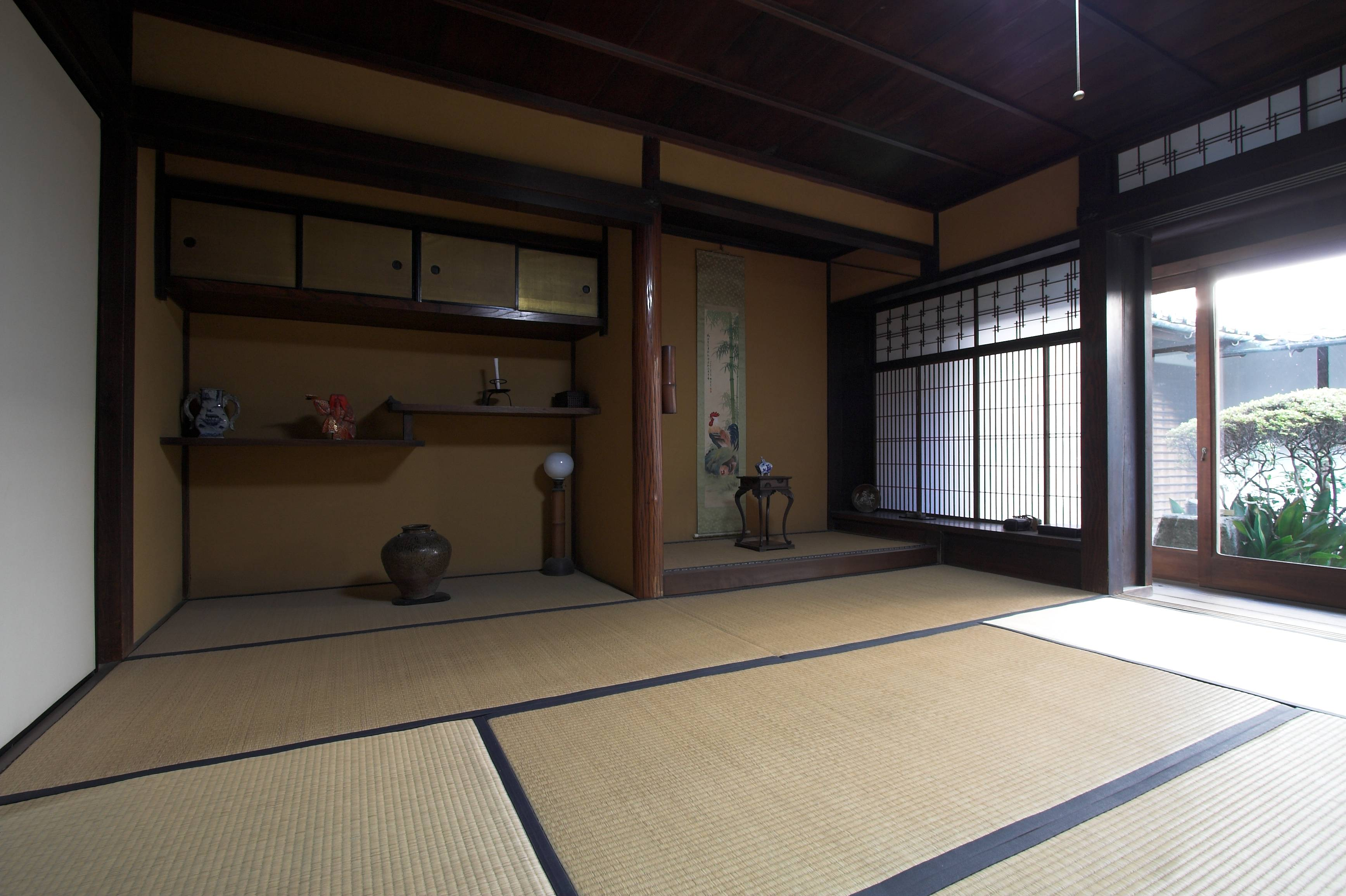
Shoin-zukuri

Las bases para el diseño de las tradicionales casas residenciales japoneses de hoy en día con suelos de tatami se establecieron a finales del período Muromachi y refinados durante el período Azuchi-Momoyama. Shoin-zukuri, un nuevo estilo arquitectónico influenciado por el budismo zen, desarrolló durante que el tiempo el shinden-zukuri de los palacios del período Heian y el estilo residencial posterior favorecido por la clase guerrera durante el período Kamakura. El término shoin (書院?), que significa estudio or salón ha sido usado para denotar las salas de recepción de las residencias de la élite militar, así como las salas de estudio en los monasterios. Un shoin tiene un área central rodeada por los pasillos y áreas más pequeñas separadas por puertas correderas (fusuma) o paneles de papel (shōji). Del documento sobre un marco de madera o equivalentes de madera,  (舞良戸 mairado?) y  (杉戸 sugido?). La sala de recepción principal se caracteriza por rasgos específicos: una alcoba rebajada (tokonoma); estantes escalonados; escritorios empotrados; y puertas correderas adornadas. En general, la sala de recepción se cubre con tatami de pared a pared, tiene pilares cuadrados biselados, un techo cóncavo y persianas de madera que protegen la zona de la lluvia (雨戸 amado?).
El salón de entrada (genkan) surgió como un elemento de la arquitectura residencial durante el período Momoyama. El edificio de estilo shoin más antiguo existente es el Togu-dō en Ginkaku-ji y data de 1485. Otro ejemplo representativo del estilo shoin, también llamado shuden, incluyen dos salas de invitados en Mii-dera. En el período Edo, shoin-zukuri alcanzó su pico y se extendió más allá de las residencias de la élite militar. El estilo shoin de este período es evidente en las características de Palacio Ninomaru en el Castillo de Nijō, así como el shoin en Nishi Hongan-ji.
El estilo más simple utilizado en la arquitectura de las casas de té para la ceremonia del té desarrollado en paralelo con shoin-zukuri. En el siglo XVI, Sen no Rikyū estableció "chosa de paja" (草庵 sōan?) dedicadas de estilo casas de té caracterizado por su pequeño tamaño de típicamente de dos hasta ocho esteras, el uso de materiales naturales, y el aspecto rústico. Este estilo casa de té, ejemplificados por las casas de té Joan y Taian, fue influenciado por el estilo de casa de campo japonés y el estilo shoin con pisos de tatami, alcobas empotradas (tokonoma) y una o más cámaras previas para los preparativos.

### Sukiya-zukuri
A principios del período Edo, las características del shoin y los estilos de casa de té se comenzaron a mezclar. El resultado fue una versión informal del estilo shoin llamada  (数寄屋造 sukiya-zukuri?). El estilo sukiya-zukuri tiene una alcoba decorativa característica y útil, y utiliza maderas como cedro, pino, abeto, bambú, y el ciprés, a menudo con superficies rugosas, incluyendo la corteza. en comparación con el estilo shoin, las cornisas del techo en el estilo sukiya se curvan hacia abajo. Mientras que el estilo shoin era adecuado para la arquitectura ceremonial, se hizo demasiado imponente para los edificios residenciales. En consecuencia, el estilo menos formal sukiya se utilizó para las mansiones de la aristocracia y del samurái después del comienzo del período de Edo.